# Rebecca Lenkiewicz
Rebecca Lenkiewicz (ur. 1968 w Plymouth) – brytyjska dramaturg i scenarzystka filmowa i telewizyjna. Najbardziej znana jako współscenarzystka filmu Ida (2013) w reżyserii Pawła Pawlikowskiego. Za scenariusz ten otrzymała Europejską Nagrodę Filmową dla najlepszego scenarzysty.
Autorka scenariusza do dramatu scenicznego Her Naked Skin (2008), a także do licznych filmów fabularnych, w tym m.in. Nieposłuszne (2017), Colette (2018), Słudzy (2020), Mały topór (2020) czy Jednym głosem (2022).